# Rápido Macaense
Rápido Macaense  é uma empresa brasileira de transporte rodoviário de passageiros.
Pertence ao Grupo JCA, que faz parte do setor de transporte rodoviário de passageiros e é um dos maiores grupos de transporte intermunicipal do Rio de Janeiro, da qual também fazem parte as empresas como Auto Viação 1001 e Auto Viação Catarinense. Seu proprietário é Jelson da Costa Antunes.

## História
A empresa foi fundada no dia 1956, atuando tanto no transporte urbano como no rodoviário de passageiros em Macaé e na região conhecida como costa do sol. Em 2002 a Macaense foi adquirida pelo grupo JCA.
Hoje a empresa conta com 950 empregados e possui uma frota com mais de 216 veículos, atendendo a 19 cidades através de dezenas de linhas.